# Tirano Banderas (film)
Pour plus de détails, voir Fiche technique et Distribution.
Tirano Banderas est un film espagnol réalisé par José Luis García Sánchez, sorti en 1993.

## Synopsis
La chute du dictateur Santos Banderas, régnant sur la région fictive de Santa Fe de Tierra Firme en Amérique du Sud.

## Fiche technique
- Titre : Tirano Banderas
- Réalisation : José Luis García Sánchez
- Scénario : Rafael Azcona et José Luis García Sánchez d'après le roman Tirano Banderas de Ramón María del Valle-Inclán
- Musique : Emilio Kauderer
- Photographie : Fernando Arribas
- Montage : Pablo G. del Amo
- Production : Enrique Cerezo et Carlos Vasallo
- Société de production : Antena 3 Televisión, Atrium Productions, Cinematografica del Prado, Iberoamericana Films Producción, Ion Producciones et Promociones Audiovisuales Reunidas
- Pays :  Espagne,  Mexique et  Cuba
- Genre : Drame
- Durée : 91 minutes
- Dates de sortie : 
  -  Espagne : 19 novembre 1993

## Distribution
- Gian Maria Volonté : Tirano Banderas
- Ana Belén : Lupita
- Juan Diego : Nacho Veguillas
- Ignacio López Tarso : le colonel de la Gándara
- Javier Gurruchaga : le baron  de Benicarlés
- Fernando Guillén : Quintín Pereda
- Patricio Contreras : Zacarías
- Enrique San Francisco : le docteur Polaco
- Gabriela Roel : Chinita
- Daisy Granados : Doña Rosita Pintado
- Omar Valdés : Roque Cepeda
- Samuel Claxton : Don Cruz
- René de la Cruz : Abilio del Valle
- Sara Mora : Adela
- Guillán Vargas : Manolita
- Francis Lorenzo : Vate Larrañaga
- María Galiana : Cucarachita
- Patricio Wood : Filomeno Cuevas
- Jorge Luis Álvarez : Licenciado Carrillo
- Alejandro Lugo : Don Nicolás
- Jorge Losada : Don Trini
- Santiago Mato : Melquíades
- Nelson González : Mister Contum
- Adela Legrá : Doña Lupita
- Elio Martín : Don Teodoro
- Lázaro Núñez : Galindo
- Juan Acosta : Barrantes
- Carlos Calero : Ocaña
- Tania Ceballos : Laura
- Héctor Pérez : Aníbal Roncali

## Distinctions
Le film a été nommé pour sept prix Goya et en a remporté six : meilleur scénario adapté, meilleurs costumes, meilleure direction artistique, meilleur montage, meilleurs maquillages et coiffures et meilleure direction de la production.